# 데블스 온 호스백
데블스 온 호스백(영어: Devils on horseback)은 건과를 베이컨으로 감싸 만든 영국의 전채 요리이다. 굴을 이용한 에인절스 온 호스백의 변형이다.

## 같이 보기
- 에인절스 온 호스백